# Agriotypus masneri
Agriotypus masneri är en stekelart som beskrevs av Bennett 2001. Agriotypus masneri ingår i släktet Agriotypus och familjen brokparasitsteklar. Inga underarter finns listade i Catalogue of Life.